# П'єтрічауа
П'єтрічауа (рум. Pietriceaua) — село у повіті Прахова в Румунії. Входить до складу комуни Бребу.
Село розташоване на відстані 89 км на північ від Бухареста, 35 км на північний захід від Плоєшті, 50 км на південь від Брашова.

## Населення
За даними перепису населення 2002 року у селі проживала 1291 особа, усі — румуни. Усі жителі села рідною мовою назвали румунську.